# Vera (seizoen 10)
Dit artikel vat het tiende seizoen van Vera samen. 

## Rolverdeling

### Hoofdrollen
- Brenda Blethyn - DCI Vera Stanhope
- Riley Jones - DC Mark Edwards

- Jon Morrison - DC Kenny Lockhart
- Kenny Doughty - DS Aiden Healy
- Ibinabo Jack - DC Jacqueline Williams
- Paul Kaye - dr. Malcolm Donahue

## Afleveringen
| Nr. | Aflevering | Titel               | Schrijver             | Regisseur          | Uitzenddatum    |  |
| --- | ---------- | ------------------- | --------------------- | ------------------ | --------------- |  |
| 37 | 1          | Blood Will Tell     | Paul Logue            | Paul Gay           | 12 januari 2020 |  |
| Ondernemer Freddie Gill wordt dood aangetroffen wanneer deurwaarders zijn huis in beslag willen nemen. Vera moet de omstandigheden van het overlijden onderzoeken. |            |                     |                       |                    |                 |  |
| 38 | 2          | Parent Not Expected | Colette Kane          | Rob Evans          | 19 januari 2020 |  |
| In de buurt van een zalmkwekerij in Northumberland wordt het drijvende lichaam van een tienerjongen aangetroffen. Vera moet een web van leugens, gespannen door twee totaal verschillende families, zien te ontrafelen. |            |                     |                       |                    |                 |  |
| 39 | 3          | Dirty               | Sally Abbott          | Delyth Thomas      | 26 januari 2020 |  |
| Het lichaam van Luke Sumner wordt gevonden in de buurt van zijn appartement in Newcastle. De patholoog stelt vast dat de fatale klap reeds uren voor zijn overlijden werd toegediend. Hierdoor moet Vera Luke's laatste momenten reconstrueren om de moordenaar te vinden. |            |                     |                       |                    |                 |  |
| 40 | 4          | The Escape Turn     | Paul Matthew Thompson | Caroline Giammetta | 2 februari 2020 |  |
| Wanneer de rijke Alun Wilmott, eigenaar van verschillende gokkantoren, doodgeschoten wordt wanneer hij tijdens een homejacking toevallig thuiskomt, wordt aangenomen dat hij het slachtoffer is geworden van een uit de hand gelopen inbraak. De dieven weten te ontkomen met een grote som cash uit de kluis van Alun, terwijl zijn dochter en echtgenote getraumatiseerd achterblijven. Vera vermoedt echter een inside job en richt haar pijlen onmiddellijk op de schimmige chef van de private buurtbeveiliging, Ciaran Duggan. Zijn uitgebreide verleden van geweldsdelicten strookt namelijk niet met zijn gemilderd karakter, hetgeen de nodige verdenkingen oproept. |            |                     |                       |                    |                 |  |